# NimbleX
NimbleX je Linuxová distribuce velmi podobná distribuci Slax. NibleX se nachází na jediném CD a nepotřebuje tak pevný disk a nevyžaduje instalaci, tudíž je systém po spuštění počítače plně funkční. Vychází z distribuce Debian, nabízí rozhraní KDE a KDM, popřípadě také IceWM a Fluxbox. K dispozici je značné množství rozšiřujících modulů, některé z nich jsou použitelné i ve Slaxu. Zatím chybí čeština.K počeštění se dá ovšem použít balíček z distribuce Slaxu "czech.lzm".